# Vasylkiv
Vasylkiv (ukrainska: Васильків lyssna (fil), ryska: Васильков: Vasilkov) är en stad i Kiev oblast i norra Ukraina. Staden är belägen vid floden Stuhna, cirka 34 kilometer sydväst om centrala Kiev. Vasylkiv beräknades ha 37 068 invånare i januari 2022. I juni 2024 slöts ett vänortsavtal mellan Vasylkiv och Sundbybergs stad.

## Historia
Staden grundades år 988 av Volodymyr den store, som troligen döptes där. På 1000-talet uppfördes ett fort på platsen och staden blev en viktig befästning och handelscentrum. Staden förstördes av mongolerna år 1240 och fick status som by. År 1648 blev Vasylkiv ett centrum för Kievregementet och år 1796 fick den status som stad och centrum i guvernementet Kiev. I mitten av 1800-talet blev staden en viktig tillverknings- och handelsort.

## Ekonomi
Industrin i Vasylkiv består av en kylskåpsfabrik, en fabrik för tillverkning av elektriska apparater och en läderfabrik.

## Bildgalleri

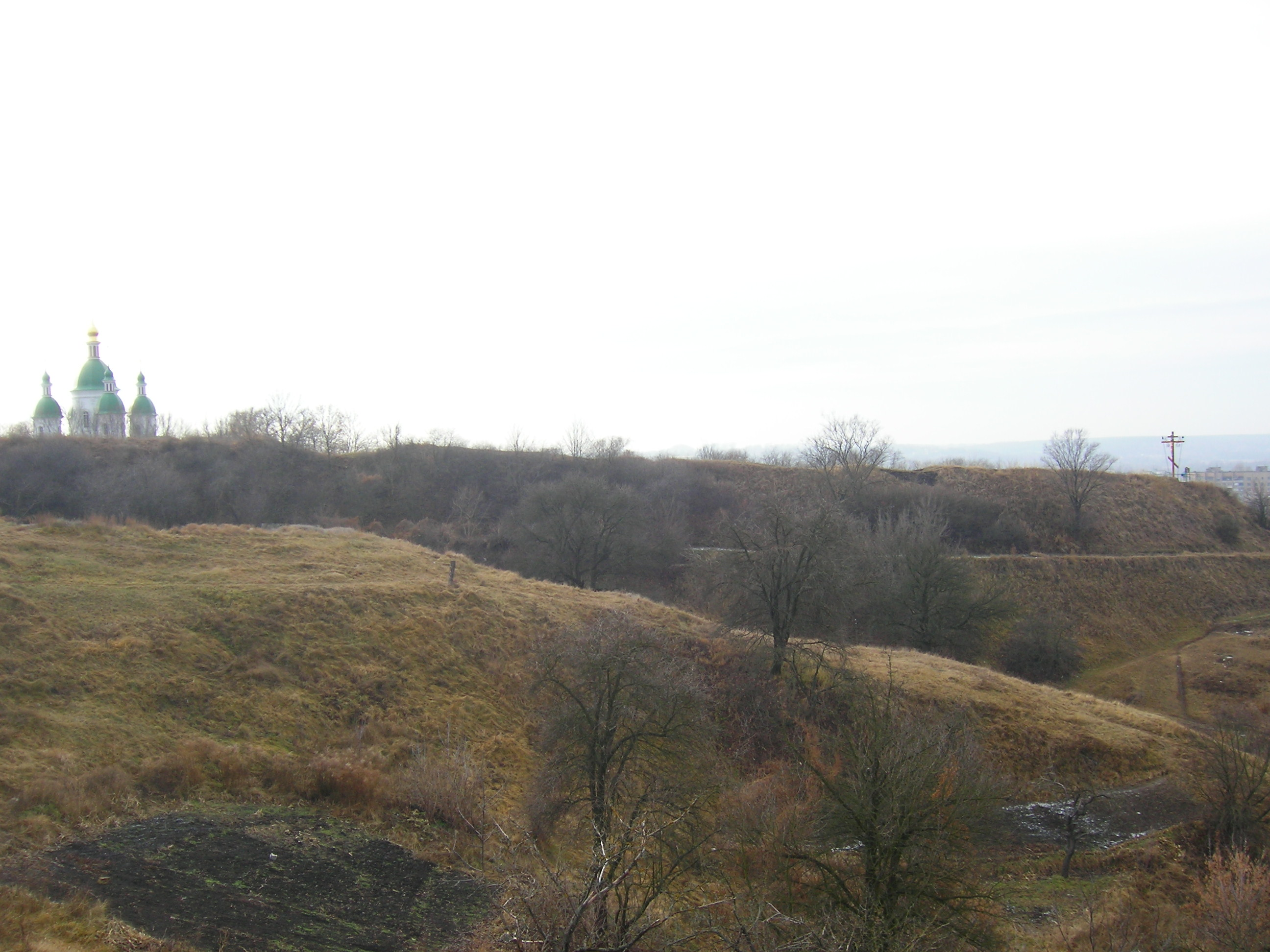
Rester av medeltida befästningsvallar.
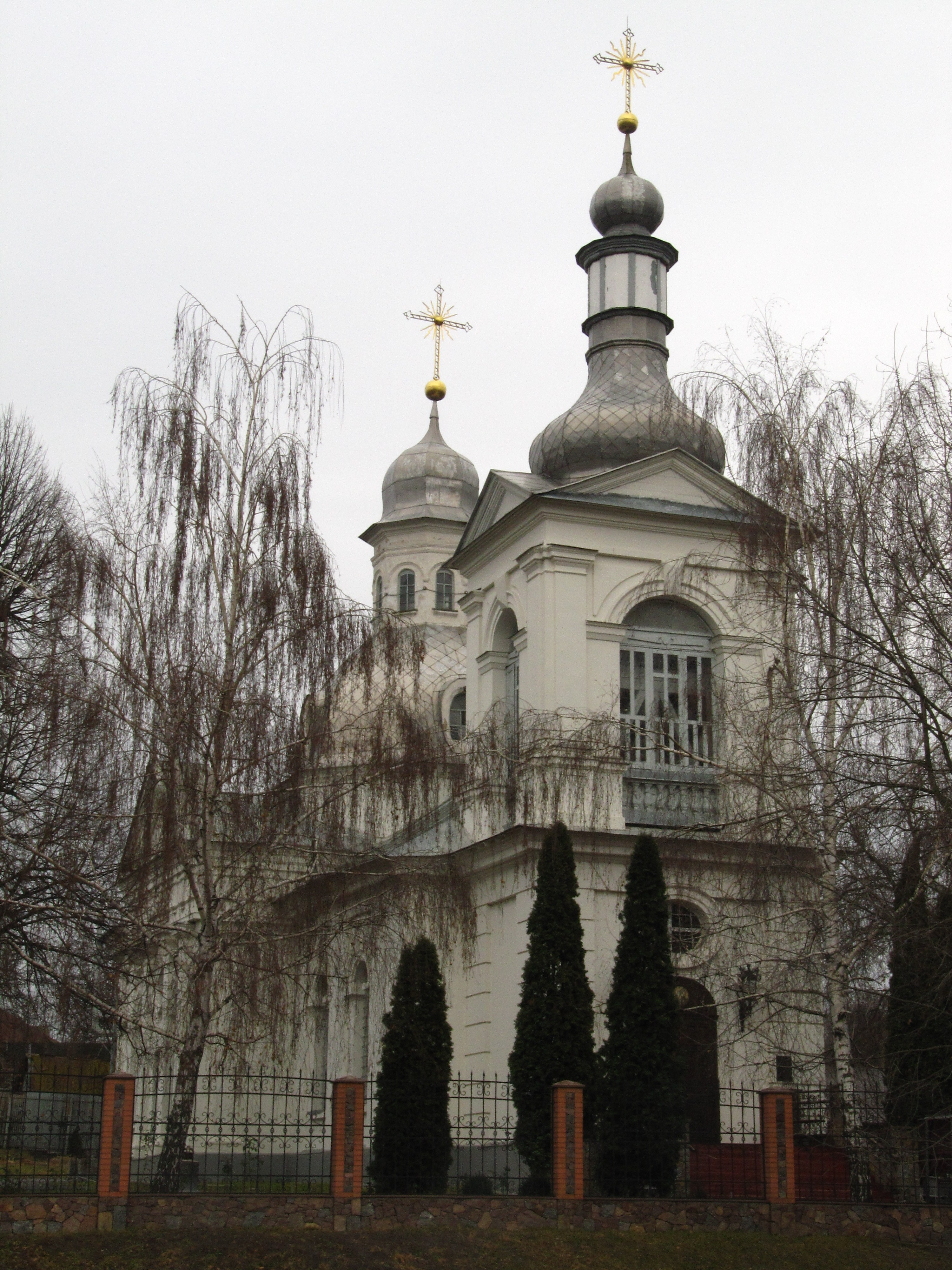
Sankt Nikolaikyrkan.
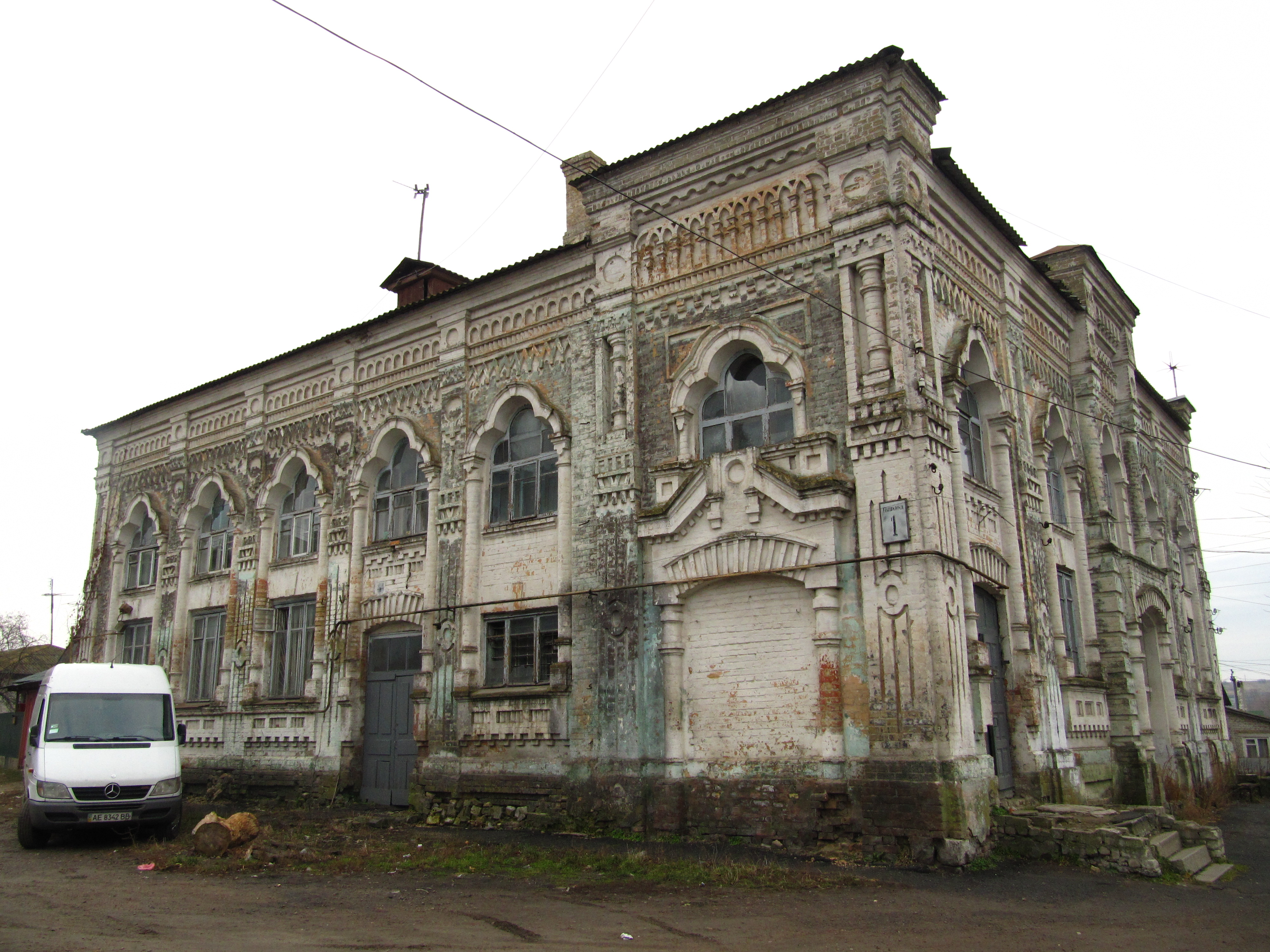
Tidigare synagogan.
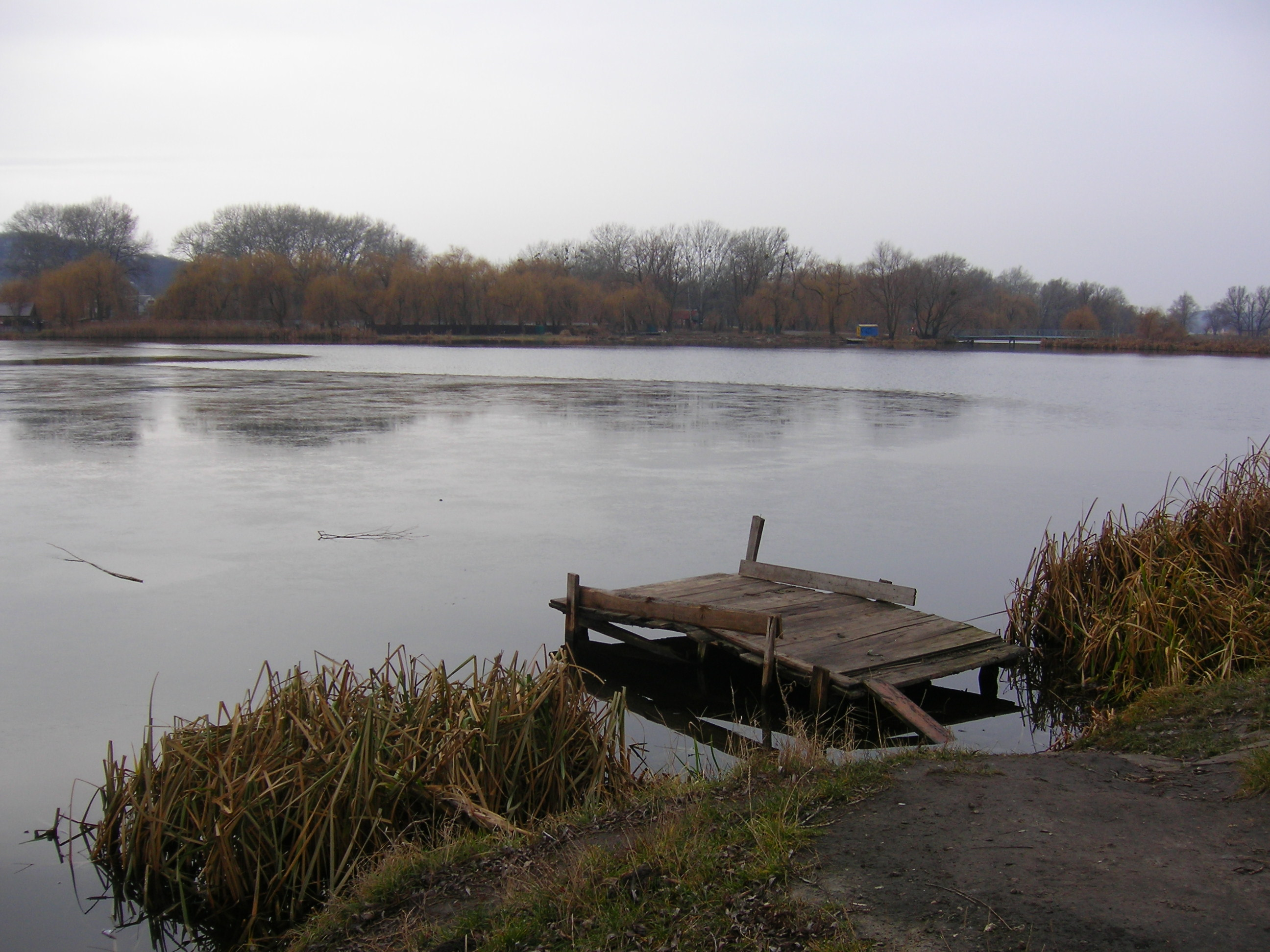
Floden Stuhna.
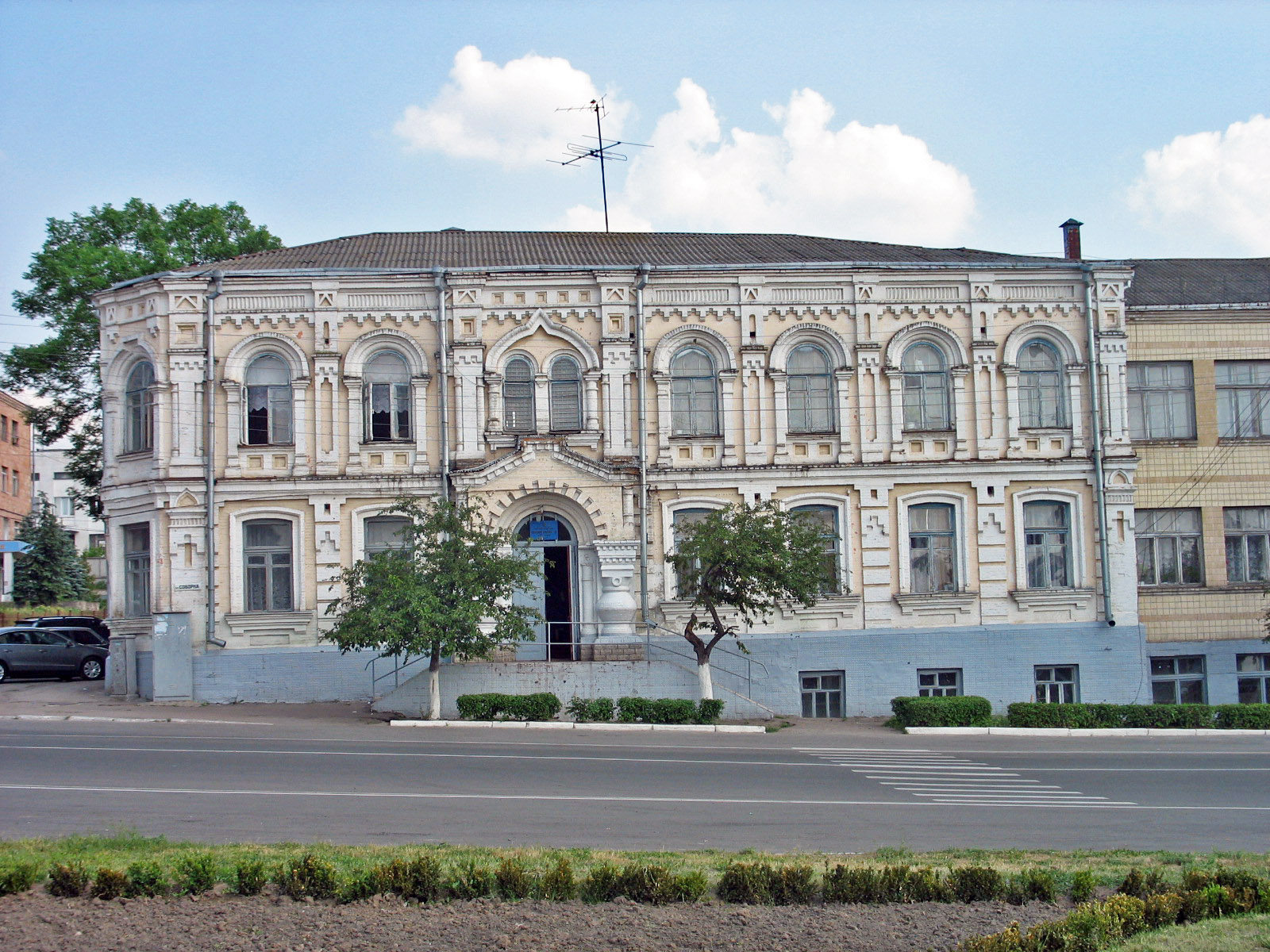
En skola i Vasylkiv.